# 釈迦堂川

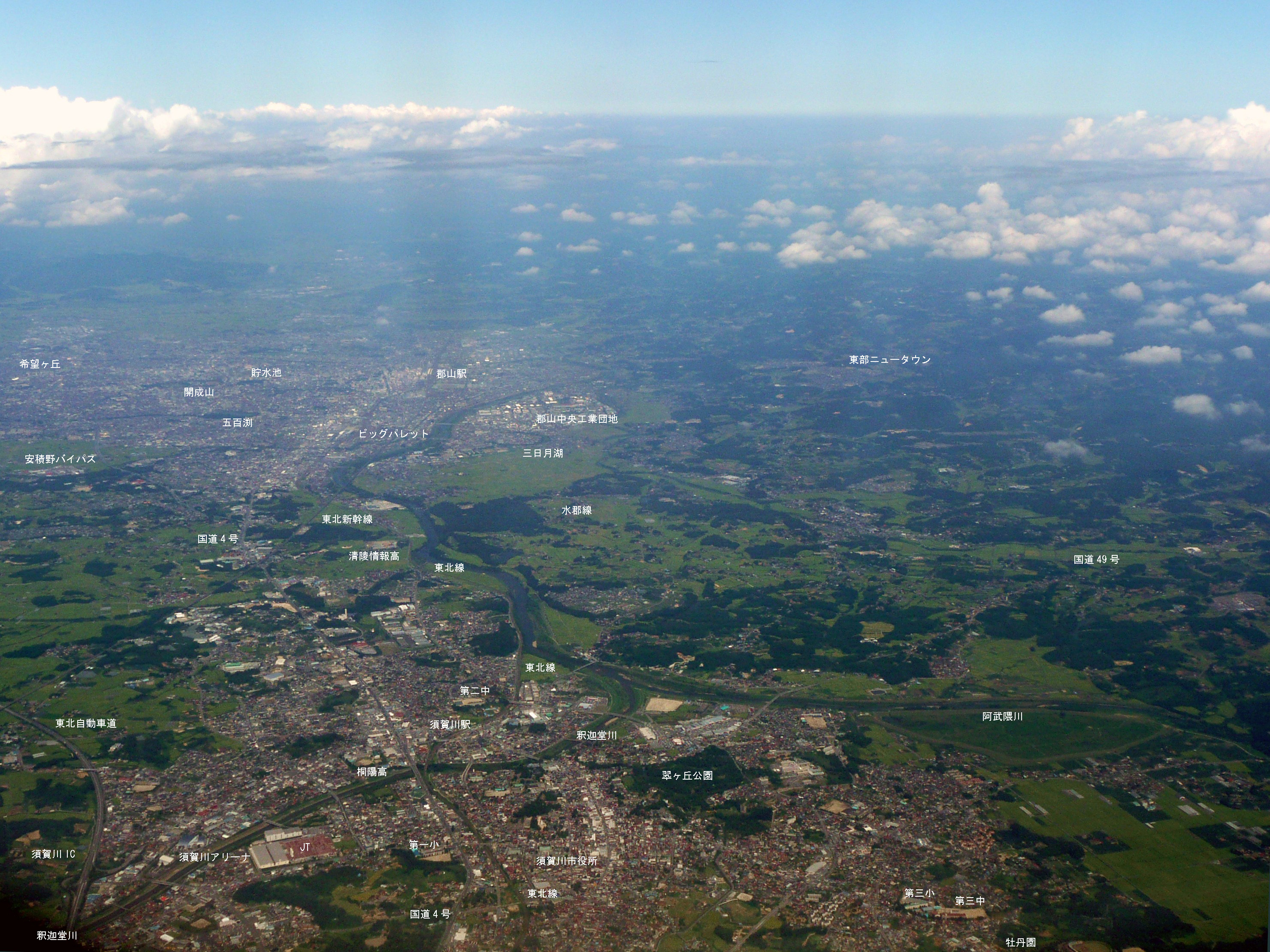
阿武隈川に合流する釈迦堂川と須賀川市中心市街

釈迦堂川（しゃかどうがわ）は、福島県岩瀬郡天栄村から須賀川市にかけて流れる河川であり、一級水系阿武隈川水系の一次支流である。

## 概要

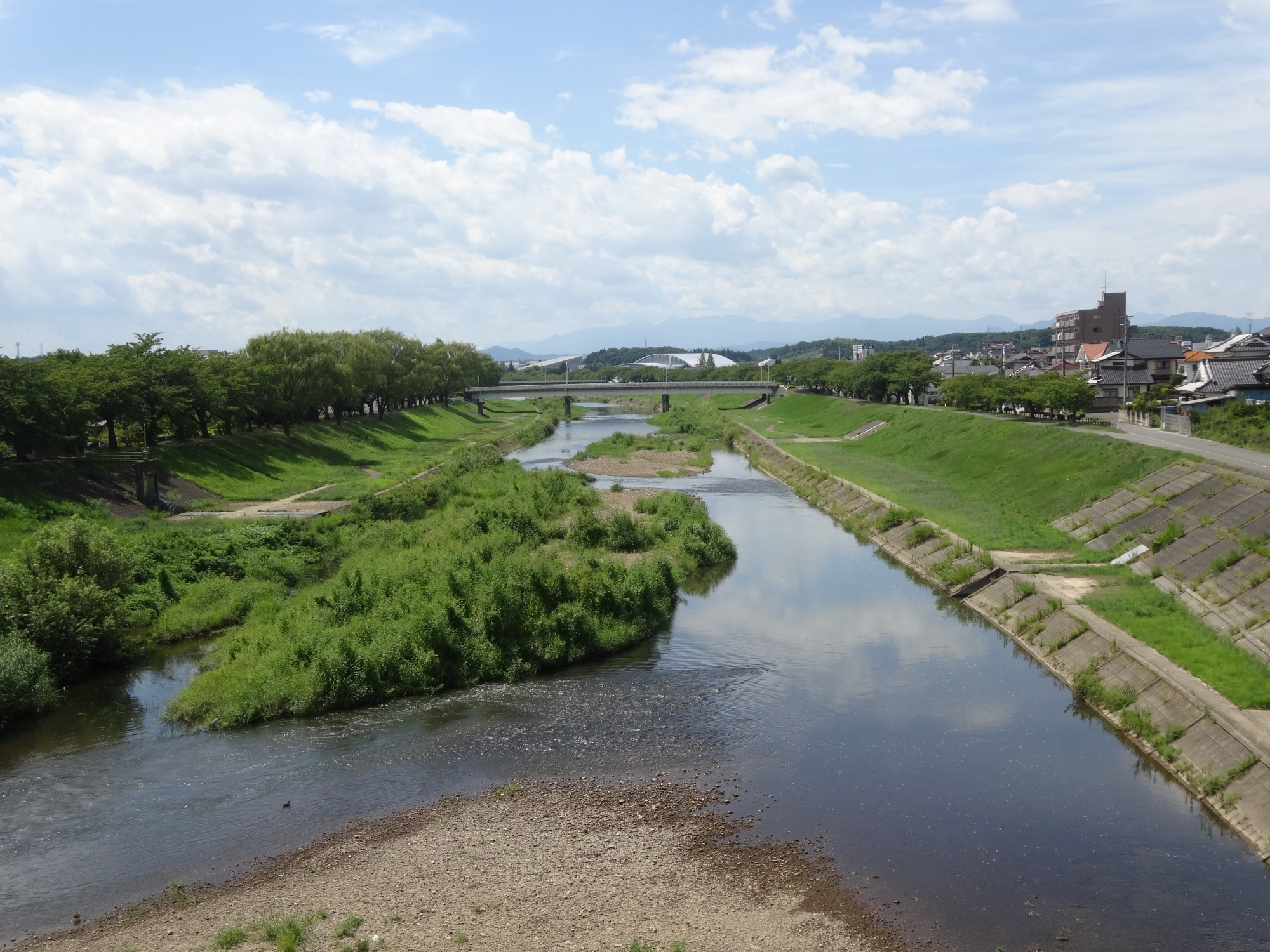
釈迦堂川橋（国道4号）より上流を望む

福島県岩瀬郡天栄村中北部に位置する鬼面山（きめんざん）から北に下り、龍生ダムよりほぼ東に進む。天栄村東部で隈戸川と、須賀川市と岩瀬郡鏡石町との市町境で江花川と合流し、北東に進んでいく。その後国道118号沿いに須賀川市内を東流し、須賀川市江持にて阿武隈川に合流する。

## 流域の市町村
福島県
- 岩瀬郡天栄村
- 西白河郡矢吹町（天栄村との町村境の一部を成す。）
- 岩瀬郡鏡石町
- 須賀川市（中流域では鏡石町との市町境が旧河道に沿い入組むため、両市町の出入りを繰り返す。）

## 主な支流
- 稲川
- 江花川
  - 簀ノ子川
- 隈戸川
  - 外面川
- 竜田川
  - 第二竜田川
- 後藤川

## 河川施設
- 龍生ダム

## 主な橋梁
- 未来大橋 - 須賀川市道Ⅰ-20号東部環状線
- 中宿橋 - 須賀川市道Ⅱ-13号（釈迦堂川花火通り）
- 須賀川橋 - 福島県道355号須賀川二本松線
- 新橋 - 須賀川市道Ⅰ-17号南町栄町線
- 釈迦堂川橋梁 - JR東北本線
- 釈迦堂川橋 - 国道4号須賀川バイパス
- 西川新橋 - 須賀川市道Ⅰ-14号関下一里坦線
- 西川橋 - 須賀川市道2170号
- 影沼橋 - 福島県道67号中野須賀川線
- 竜神橋 - 須賀川市道2325号
- 須賀川橋 - 東北自動車道
- 横山橋 - 須賀川市道Ⅰ-13号
- 雨女子橋 - 須賀川市道4130号
- 赤木橋 - 国道118号松塚バイパス
- 川崎橋 - 須賀川市道4202号
- 槻ノ木橋 - 福島県道289号下松本鏡石停車場線
- 借宿橋 - 鏡石町道保土原線
- 沖内橋 - 天栄村道沖内久来石線
- 前川原橋 - 福島県道55号郡山矢吹線
- 西河原橋 - 天栄村道南1号線
- 小川橋 - 福島県道282号十日市矢吹線
- 釈迦堂川橋梁 - JR東北新幹線
- 三敷橋 - 天栄村道飯豊赤坂線
- 矢吹沢橋 - 天栄村道小川太多郎線
- 太多郎橋 - 天栄村道谷地畑志古山線
- 梶川原橋 - 天栄村道中白子3号線
- 仲川原橋 - 天栄村道中屋敷関根向線
- 西之内橋 - 天栄村道中田傅左ェ門線
- 上白子橋 - 天栄村道中田向田線
- 今坂橋 - 天栄村道天房四十檀線
- 中河原橋 - 天栄村道要谷畑中線
- 鈴川橋 - 国道294号
- 戸ノ内橋 - 天栄村道松田南1号線
- 新屋敷橋 - 天栄村道松田南4号線
- 板屋屋敷橋 - 天栄村道板屋東線
- 竹ノ内前橋 - 天栄村道三斗蒔線
- 児渡橋 - 天栄村道児渡安養寺線
- 矢中前橋 - 天栄村道矢中後藤線
- 京谷原橋 - 天栄村道竜生京谷原線
- 惣五郎内橋 - 天栄村道惣五郎内京谷原線
- 八十内橋 - 国道118号
- 向山橋 - 天栄村道西郷北2号線
- 上川原橋 - 村道西郷西6号線
- 不動橋 - 村道金井道七小屋線
- 龍生ダム天端
- 第1牧本橋 - 天栄村道金井道七小屋線
- 第2牧本橋 - 天栄村道金井道七小屋線
- 第3牧本橋 - 天栄村道金井道七小屋線
- 広戸川橋 - 天栄村道金井道七小屋線

## 周囲
- 公立岩瀬病院
- JR須賀川駅
- 須賀川アリーナ
- 東北自動車道須賀川インターチェンジ

## その他
- 東北自動車道須賀川IC付近では、ゴールデンウィーク前後に河川上にこいのぼりが飾られる。
- 須賀川浄水場はこの川を利用し、生活用水を須賀川市周辺に配水している。
- 河川敷では毎年8月下旬に釈迦堂川花火大会が開催される。